# Poul Jørgensen (kemiker)
 For alternative betydninger, se Poul Jørgensen. (Se også artikler, som begynder med Poul Jørgensen)
Poul Jørgensen (født 2. marts 1944 i Silkeborg) er en dansk professor i kemi på Aarhus Universitet og direktør for qLEAP Center for Theoretical Chemistry, der blev etableret samme sted i april 2012. 
Jørgensen har givet skelsættende bidrag på området elektronstrukturteori. Han er en af hovedkræfterne bag DALTON-programmet, der bruges til at beregne molekylestrukturer, og medlem af International Academy of Quantum Molecular Science.

## Karriere
Jørgensen var postdoc under Yngve Öhrn i Florida fra 1972-73, og herefter et år som postdoc under professor Jack Simons i Utah. I 1974-1975 var han postdoc under V. McKoy i Pasadena. I 1976 blev han ansat som lektor på Aarhus Universitet (AU). I 2001 blev han udnævnt til professor i kemi på AU. I 2004-2007 var han direktør for Center for Teoretisk Kemi på AU. I 2006 blev han direktør for The Lundbeck Foundation Centre for Theoretical Chemistry, der finansieres af Lundbeckfonden, hvilket han var frem til 2011. I 2012 blev han direktør for The qLEAP Centre for Theoretical Chemistry.
I 2010 blev han Advanced Research Professor i kemi på Aarhus Universitet.
Jørgensens karriere er blevet beskrevet i Special Issue of Advances in Quantum Chemistry.

## Forskning
Jørgensens liste over peer-reviewed udgivelser indeholder artikler, der er blevet vigtige kilder inden for feltet af elektronisk strukturteori. Hans forskningsområder har været forskelligartede og har inkluderet metoder til Multi-configurational self-consistent field (MCSCF), Lagrangiske teknikker til beregning og analyse af molekylers egenskaber, tidsafhængig lineær og ikkelinære responsfunktionsteori, coupled cluster-teori, beregninger af molekylers magnetiske egenskaber, Møller–Plesset perturbation theory, benchmarking af nøjagtigheden af elektroniske strukturmodeller, beregning af molekylers energi, lineær skalering af coupled cluster-algoritmer, optimering af algoritmer til Hartree–Fock- og Kohn–Shamteori, og bestemmelse af Hartree–Fock-orbitaler.

## Udvalgte publikationer
Jørgensen har skrevet mere end 350 videnskabelige artikler til internationale tidsskrifter, samt fire bøger, heraf tre som medforfatter og én som redaktør;
- Helgaker, Trygve; Jørgensen, Poul; Olsen, Jeppe (2000). Molecular Electronic-Structure Theory. West Sussex, England: Wiley & Sons Ltd. ISBN 0471967556.
- Jørgensen, Poul; Simons, Jack, red. (1986). Geometrical Derivatives of Energy Surfaces and Molecular Properties. NATO ASI series. Dordrecht, Netherlands: D. Reidel Publishing Company. ISBN 9027721769.
- Jørgensen, Poul; Oddershede, Jens (1982). Problems in Quantum Chemistry. Massachusetts, USA: Addison Wesley. ISBN 0201054868.
- Jørgensen, Poul; Simons, Jack (1981). Second Quantization Based Methods in Quantum Chemistry. New York, USA: Academic Press. ISBN 0124121969.

Han er blevet citeret mere end 19.000 gange, og han har et h-index på 68 (ifølge ISI Web of Knowledge database).
Han har også organiseret Sostrup Summer School - Quantum Chemistry and Molecular Properties sammen med Trygve Helgaker og Jeppe Olsen hvert andet år siden 1900.

## Hæder
- Ridder af Dannebrog i 2010
- Medlem af International Academy of Quantum Molecular Science (2012).[15]
- Pris for ekstraordinære videnskabelige bedrifter ved International Conference of Computation Methods in Science and Engineering (ICCMSE) (2006).[16]
- Æret af  Thomson Scientific og Danmarks Biblioteksforening som den mest citerede forfatter i kemi i Danmark fra 1990-2004.[16]
- Rigmor og Carl Holst-Knudsens Videnskabspris, Aarhus Universitet (1986).[16]